# Flawless (musikalbum)
Flawless var ett album av artisten Dree Low. Det var Dree Lows fjärde album. Hans tidigare album var Jet som i France, No hasta mañana och No hasta mañana 2. Albumet släpptes 2019 via hans eget skivbolag Top Class Music. Albumet innehåller tretton låtar, med gäster som Adel, 1.Cuz, Aden x Asme, Thrife, Einár och P.J. Artisten P.J gör sin debut som rappare på albumet med den trettonde låten "Världsklass".
Albumet gick den 1 september 2019 direkt in på första platsen på Sverigetopplistan för album.

## Låtar på albumet
| Nr  | Titel                              | Längd | Notering |
| --- | ---------------------------------- | ----- | --- |
| 1.  | Flawless                           | 2:47  | |
| 2.  | Haha                               | 2:17  | |
| 3.  | Pippi                              | 2:45  | Låten blev den mest spelade på albumet, med över 67 000 000 spelningar på Spotify och 9 000 000 visningar på Youtube. |
| 4.  | Fryser                             | 2:45  | |
| 5.  | Kapabel 2 (ft. Adel)               | 2:43  | |
| 6.  | Para knas                          | 2:10  | |
| 7.  | Santa Lucia (ft. Adel)             | 3:08  | |
| 8.  | Till mig (ft. 1.Cuz & Aden x Asme) | 3:46  | |
| 9.  | Aina eller fans?                   | 2:30  | |
| 10. | Äkta mannen (ft. Thrife)           | 3:08  | |
| 11. | Karaktär                           | 2:44  | |
| 12. | Dag Hammarskjöld (ft. Einár)       | 3:01  | |
| 13. | Världsklass (ft. P.J)              | 3:04  | |